# Finally Begin
Finally Begin is een nummer van de Amerikaanse indierockband Cold War Kids uit 2011. Het is de derde single van hun derde studioalbum Mine Is Yours, waarvan het verscheen als promotiesingle.
Waar voorganger Louder Than Ever al wat airplay kreeg op de radio, werd "Finally Begin" een iets grotere radiohit. Het nummer werd 3FM Megahit en bereikte een 22e positie in de Mega Top 50 van dat station. De Nederlandse Top 40 of Tipparade werden niet gehaald.

## Tracklijst
Cd-single
1. "Finally Begin" – 3:41